# Zombie Inc.
Zombie Inc. ist eine österreichische Death-Metal-Band, die im Jahr 2009 gegründet wurde. Die Mitglieder der Band spielten bereits bei Gruppen wie Disbelief, Hollenthon, Pungent Stench, Belphegor, Fleshcrawl, Debauchery und Lacrimas Profundere.

## Geschichte
Die Band wurde im Sommer 2009 von den Gitarristen Gerald Huber und Wolfgang Rothbauer gegründet. Kurz darauf kamen Sänger Martin Schirenc, Schlagzeuger Tomasz Janiszewski und Bassist Daniel Lechner zur Band und vervollständigten so die Besetzung. Lechner wurde später durch Martin Arzberger ersetzt. Im Jahr 2010 begann die Band mit dem Schreiben der ersten Lieder. Nachdem die Lieder in Martin Schirencs Vato Loco Studio in Wien aufgenommen wurden, wurde das Album von Dan Swanö im Unisound Studio gemastert. Nachdem eine Demoaufnahme an Massacre Records geschickt und die Band daraufhin von diesem Label unter Vertrag genommen worden war, wurde das Album im Oktober 2011 bei Massacre Records unter dem Namen A Dreadful Decease veröffentlicht.

## Stil
Die Band spielt klassischen, aggressiven Death Metal. Charakteristisch für die Musik der Band ist der tiefe, gutturale Gesang und die tiefergestimmten Gitarren. Vergleichbar ist die Band mit Gruppen wie Entombed und Gorefest.

## Diskografie
- A Dreadful Decease (Album, 2011, Massacre Records)
- Homo Gusticus (Album, 2013, Massacre Records)